# DTDP-galaktoza 6-dehidrogenaza
DTDP-galaktoza 6-dehidrogenaza (EC 1.1.1.186, timidin-difosfat-galaktoza dehidrogenaza) je enzim sa sistematskim imenom dTDP-D-galaktoza:NADP+ 6-oksidoreduktaza. Ovaj enzim katalizuje sledeću hemijsku reakciju
dTDP--galaktoza + 2 NADP+ +2O {\displaystyle \rightleftharpoons } dTDP-D-galakturonat + 2 NADPH + 2 H+

## Literatura
- Nicholas C. Price; Lewis Stevens (1999). Fundamentals of Enzymology: The Cell and Molecular Biology of Catalytic Proteins (Third изд.). USA: Oxford University Press. ISBN 019850229X.
- Eric J. Toone (2006). Advances in Enzymology and Related Areas of Molecular Biology, Protein Evolution (Volume 75 изд.). Wiley-Interscience. ISBN 0471205036.
- Branden C; Tooze J. Introduction to Protein Structure. New York, NY: Garland Publishing. ISBN 0-8153-2305-0.
- Irwin H. Segel. Enzyme Kinetics: Behavior and Analysis of Rapid Equilibrium and Steady-State Enzyme Systems (Book 44 изд.). Wiley Classics Library. ISBN 0471303097.

## Spoljašnje veze
- DTDP-galactose+6-dehydrogenase на 